# Sojoez TMA-14M
Sojoez TMA-14M was een ruimtevlucht naar het Internationaal ruimtestation ISS die op 25 september 2014 werd gelanceerd. De Sojoez vervoerde drie bemanningsleden voor ISS-Expeditie 41. Het was de 123e vlucht van een Sojoez-ruimteschip. De Sojoez keerde terug naar de aarde op 12 maart 2015 met de bemanning van ISS-Expeditie 42.

## Bemanning
| Positie           | Ruimtevaarder                                |                                              |
| ----------------- | -------------------------------------------- | -------------------------------------------- |
| Bevelhebber       | Aleksandr Samokoetjajev, RSA 2e ruimtevlucht | Aleksandr Samokoetjajev, RSA 2e ruimtevlucht |
| Flight Engineer 1 | Jelena Serova, RSA 1e ruimtevlucht           | Jelena Serova, RSA 1e ruimtevlucht           |
| Flight Engineer 2 | Barry E. Wilmore, NASA 2e ruimtevlucht       | Barry E. Wilmore, NASA 2e ruimtevlucht       |

## Reservebemanning
| Positie           | Ruimtevaarder           |                         |
| ----------------- | ----------------------- | ----------------------- |
| Bevelhebber       | Gennady Padalka, RSA    | Gennady Padalka, RSA    |
| Flight Engineer 1 | Michail Kornijenko, RSA | Michail Kornijenko, RSA |
| Flight Engineer 2 | Scott Kelly, NASA       | Scott Kelly, NASA       |

TMA-1 · TMA-2 · TMA-3 · TMA-4 · TMA-5 · TMA-6 · TMA-7 · TMA-8 · TMA-9 · TMA-10 · TMA-11 · TMA-12 · TMA-13 · TMA-14 · TMA-15 · TMA-16 · TMA-17 · TMA-18 · TMA-19 · TMA-01M · TMA-20 · TMA-21 · TMA-02M · TMA-22 · TMA-03M · TMA-04M · TMA-05M · TMA-06M · TMA-07M · TMA-08M  · TMA-09M · TMA-10M · TMA-11M · TMA-12M · TMA-13M · TMA-14M · TMA-15M · TMA-16M · TMA-17M · TMA-18M · TMA-19M · TMA-20M